# Terrine de foie gras
 (janvier 2024).
Si vous disposez d'ouvrages ou d'articles de référence ou si vous connaissez des sites web de qualité traitant du thème abordé ici, merci de compléter l'article en donnant les références utiles à sa vérifiabilité et en les liant à la section « Notes et références ».
La terrine de foie gras  (ou foie gras en terrine) est un plat gastronomique de la cuisine française. Elle est préparée avec du foie de canard ou d'oie, additionné d'un alcool, tel que cognac ou porto, et peut être cuisinée dans un restaurant ou par un traiteur, mais aussi à domicile, bien que sa réalisation soit délicate.